# 2021-es tillabéri támadások
Január 2-án Niger nyugati részén, Tillabéri régióban két faluban, Tchombangouban és Zaroumdareyeben, az országnak a Malival közös határszakasza közelében fekvő részén támadások voltak. Ezekben legalább 105 ember meghalt, további 75 pedig megsebesült. A támadások után több mint 10.000 ember hagyta el otthonát.
Február 21-én egy taposóakna felrobbanásának következtében 7 ember meghalt, további 3 megsebesült.

## Előzmények
A 2010-es években és 2020-ban Nigerben több jelentős támadás is történt. Azonban ez volt az első olyan támadás, melyben 100-nál is több civil halt meg. Így a Boko Haram felkelése alatt ez a legsúlyosabb merénylet. Az előző jelentős merénylet Nigerben 2020. december 12-én történt Toumourban, ahol 28 embert öltek meg. A 2020. decemberi és a 2021. januári támadásra is a nigeri önkormányzati és regionális választások alatt került sor.
Aznap két algír katonát megöltek Algériában és egy francia katonát Maliban.

## Támadások
A januári támadás két faluban történt, Tchombangouban (koordinátái é. sz. 14° 49′ 48″, k. h. 1° 48′ 45″14.830000°N 1.812500°E) és Zaroumdareye-ben (koordinátái é. sz. 14° 54′ 21″, k. h. 1° 46′ 36″14.905833°N 1.776667°E), melyek 7 kilométerre vannak egymástól. Kezdetben 79 ember halt meg, és 75 megsebesült. A támadás utáni nap további 21 áldozatot tártak fel, Tchombangouban pedig többen belehaltak a sérüléseikbe, így az áldozatok száma elérte a 100-at. Január 8-án az Egyesült Nemzetek Szervezetének menekültügyi főbiztosának a szóvivője azt mondta, Tchouma Bangouban 73, Zaroumdareye-ben 32 embert öltek meg, így az áldozatok száma 105 lett. Miután a kormány is megerősítette a támadást és az incidenseket, Niger katonákat vezényelt a határhoz. A támadók olyan iszlamista milicisták voltak, akik Maliból érkeztek a határt átlépve. Azonban az nem világos, pontosan melyik terrorista szervezethez kapcsolható a támadás.
Röviddel azelőtt, hogy a gyilkosságokra sor került volna, a beszámolók szerint két milicistát láttak a környéken, akikkel a falubeliek végeztek. Az ország belügyminisztere szerint támadások az ezen gyilkosságokra adott válaszok lehettek.
2021. február 21-én Tillabériben a választási bizottság hét tagja meghalt, három megsebesült, mikor egy taposóakna robbant fel. A támadásra a helyi elnökválasztás második fordulójának a napján került sor.